# Arachnodes manomboensis
Arachnodes manomboensis là một loài bọ cánh cứng trong họ Bọ hung (Scarabaeidae).